# Thomas A. Ruhk
Thomas A. Ruhk (* 30 de janeiro de 1973) é um escritor contemporâneo da Alemanha.

## Vida
Ruhk estudou na escola secundária de Idar-Oberstein, na região do Hunsrück. Depois disso ele prestou serviço militar; e ao mesmo tempo fez um curso de comércio. 
Aos doze anos de idade Ruhk já escrevia suas próprias histórias que tratavam do universo dos Masters of the Universe e Action-Figuren. 
Em 1989 foi pubicado seu conto Im Reich des Schreckens no volume 129 da terceira edição da série de romances Geisterjäger John Sinclair; em 2001 foram publicadas nesta série mais dois contos do autor. 
Seu primeiro romance Strohbär foi publicado em 2007 pela editora Pandion-Verlag; em 2008 seguiu-se Totenbaum; em 2010 Zonenkrieger; e em 2013 Maskentanz. Nestes quatro romances policiais figura o protagonista Finn Steinmann em sua terra natal, o distrito (Landkreis) de Birkenfeld.
Suas obras se encontram disponíveis somente no idioma alemão.
Thomas A. Ruhk vive com sua esposa e filhos em Mackenrodt.

## Obras
- Strohbär (2007) – ISBN 978-3-934524-90-3
- Totenbaum (2008) – ISBN 978-3-934524-96-5
- Zonenkrieger (2010) – ISBN 978-3-86911-018-9
- Maskentanz (2013) - ISBN 978-3-86911-058-5